# Gert Weber (Maler)
Gert Weber (* 1951 in Gräfenhain, Thüringen) ist ein deutscher Maler und Grafiker.

## Leben
Gert Weber beschäftigte sich ab 1970 mit ersten ernsthaften bildnerischen Arbeiten. 1974 begann er ein Studium an der Hochschule für Bildende Künste Dresden, welches er noch im selben Jahr abbrach. Danach arbeitete Weber im Atelier von Werner Schubert-Deister in Friedrichroda, bis dieser 1986 in die Bundesrepublik Deutschland übersiedelte. Sein Studium setzte er als externer Hörer an der Hochschule für Grafik und Buchkunst Leipzig fort. Seit 1980 arbeitete Weber freischaffend als Maler. Seine erste Ausstellung hatte er 1980 im Schloss Ehrenstein in Ohrdruf.  1982 bis 1984 arbeitete er an dem Bauernkriegspanorama-Gemälde von Werner Tübke in Bad Frankenhausen mit. 1984 wurde er aus dem Berufsverband Bildender Künstler der DDR ausgeschlossen und mit einem Arbeits- und Ausstellungsverbot belegt, welches 1986 durch den Einsatz namhafter Kollegen aufgehoben wurde. Erst mit der Wende fanden Webers Arbeiten ein größeres Publikum.
Weber wurde 2018 mit dem Verdienstorden der Bundesrepublik Deutschland ausgezeichnet.
Er lebt mit seiner Frau Edda in Gräfenhain. Das Atelier steht in Ohrdruf.

## Werke

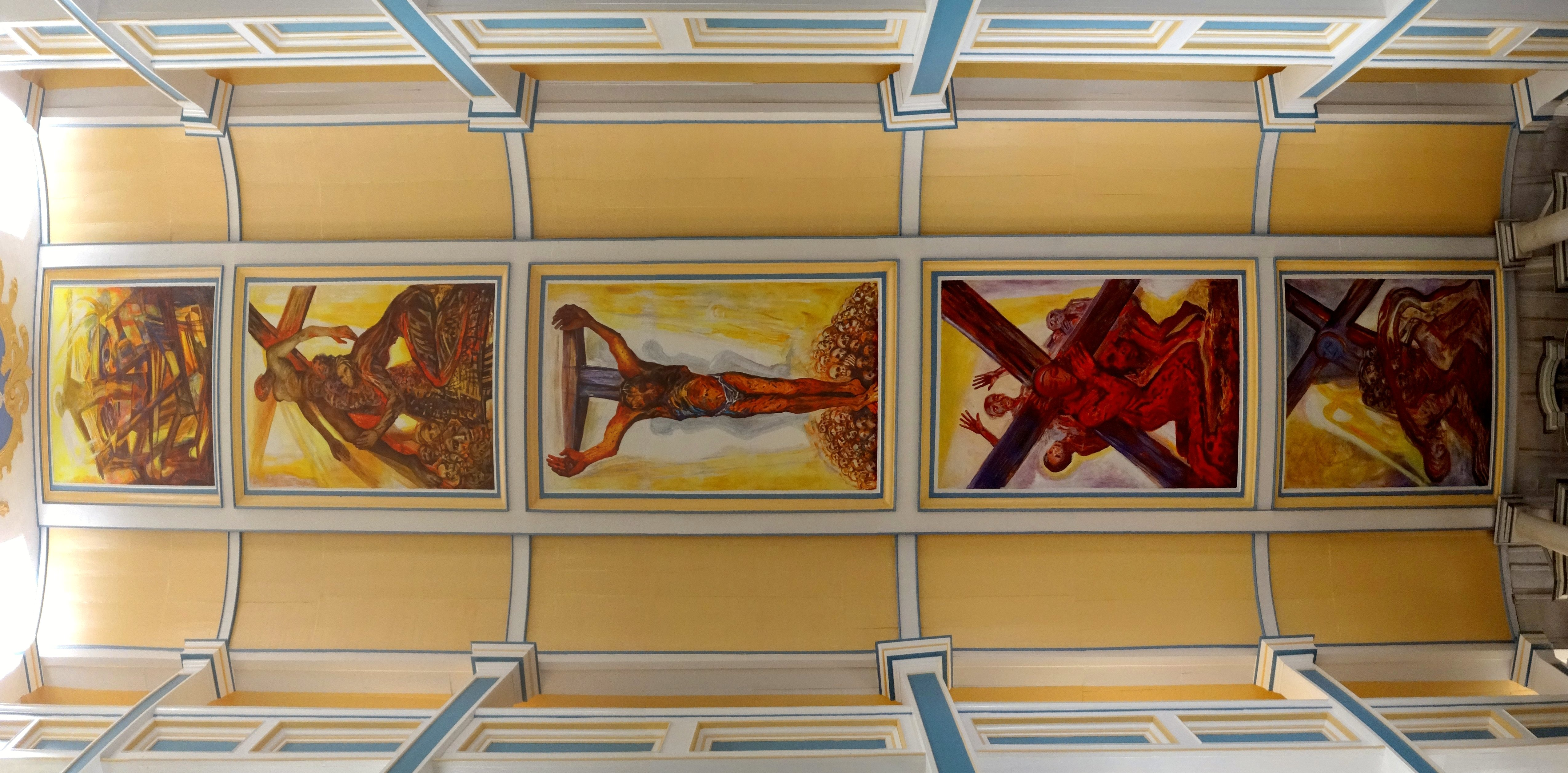
Kreuzweg Jesu in St. Crucis, Wölfis

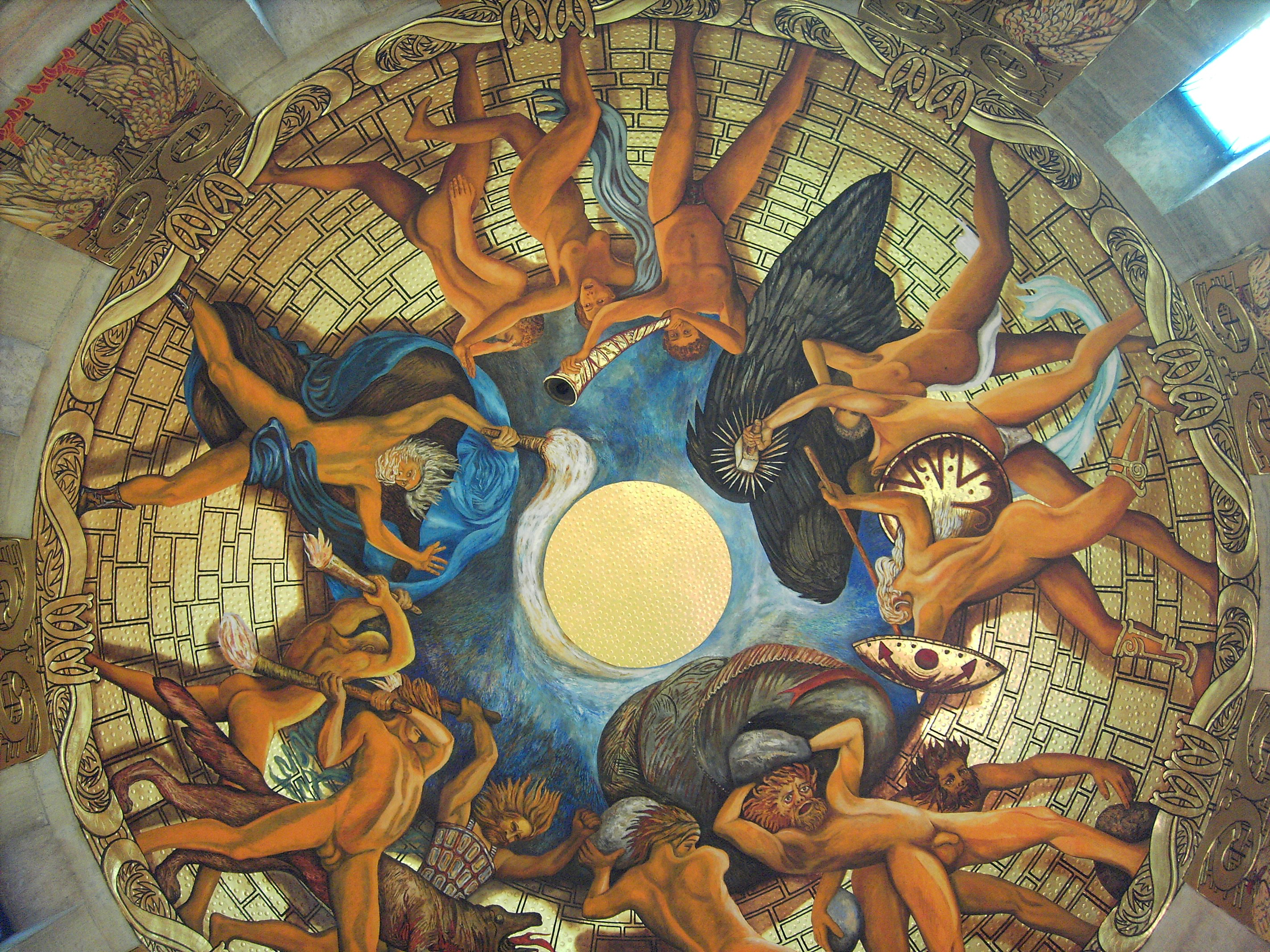
Das rekonstruierte Deckengemälde des Eisenacher Burschenschaftsdenkmals

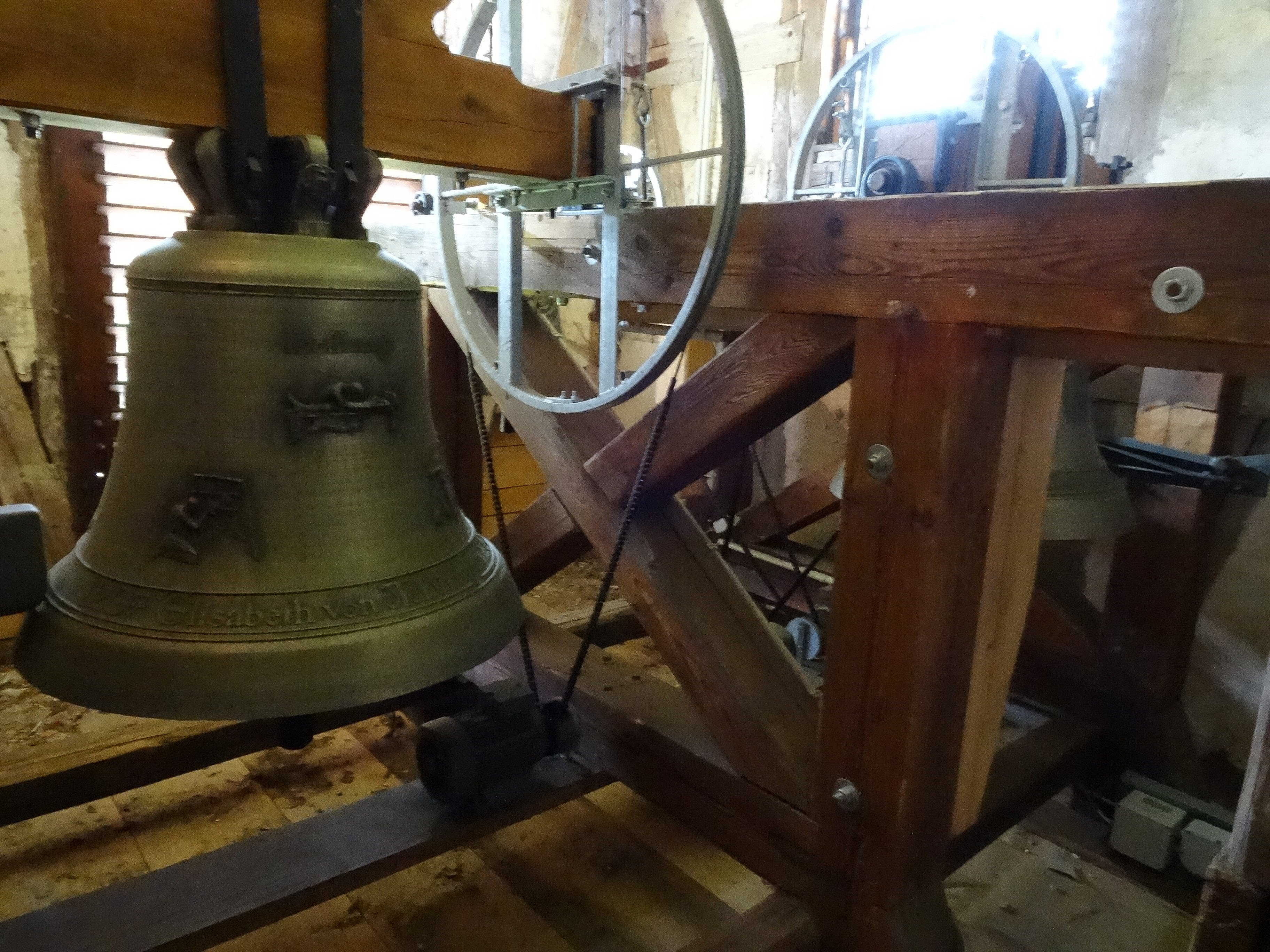
Glockenspiel der Elisabethkirche Georgenthal

Neben zahlreichen Ölbildern, Grafiken und Zeichnungen schuf Weber auch die Deckenbilder in den Kirchen zu Reichensachsen und Wölfis.  In der St.-Crucis-Kirche in Wölfis stellte er 2008 den Kreuzweg Jesu dar.
2006 bis 2007 rekonstruierte er anhand historischer Vorlagen und Fragmenten des Originalbildes von Otto Gussmann das Deckengemälde in der Kuppel des Burschenschaftsdenkmals in Eisenach.
Nachdem in den Weltkriegen oft Eisenglocken anstelle der zu Waffen eingeschmolzenen Bronzeglocken traten und diese inzwischen ihre Verschleißgrenze erreichen, werden heutzutage viele Geläute der Kirchen erneuert und neu gestaltet. Gert Weber gestaltete neue Bronzeglocken individuell mit Reliefs für die Stadtkirche zu Waltershausen (2002), die Arnstädter Liebfrauenkirche (2003), die Stadtkirche von Weißensee (2004), die Kirche Peter und Paul Molschleben (2006), die Elisabethkirche Georgenthal (2007) sowie für Kirchen in Laucha und Remstädt (2008).
Aktuell (seit 2022) sind er und seine Frau mit der Gestaltung der Glockenzier für die acht neuen Glocken des Magdeburger Doms beschäftigt.
Webers Werke finden sich heute unter anderem im Deutschen Historischen Museum, im Dommuseum Fulda, der Universität Leipzig, im Stadtmuseum Düsseldorf sowie in zahlreichen weiteren privaten und öffentlichen Sammlungen.
Seine Ausstellung Malen gegen die Ohnmacht gastierte 2011 unter anderem in der Bunkerkirche in Düsseldorf, im Thüringer Landtag, in Saalfeld und in der Außenstelle der Bundesstelle für die Sicherung der Stasi-Unterlagen in Erfurt.

## Stil
Inspiriert von seinen eigenen Erfahrungen mit dem Regime der DDR und dem Werk seines Mentors Werner Schubert-Deister schuf Weber während der 1980er Jahre regimekritische Werke von Anklage, Trauer und Ohnmacht. Diesem sozialkritischen Stil blieb er auch nach 1990 treu. Zudem verarbeitet Weber auch sakrale Themen.

## Rezeption
„Wenn er auch weiterhin den Blick auf die dunklen Seiten des menschlichen Daseins lenkt, ist dies immer mit dem Glauben an die menschliche Vernunft und Toleranz gekoppelt, die auch jederzeit in hellere Sphären führen können.“